# Sodo
Sodo ili Volata Sodo je grad u južnoj Etiopiji, u Regiji Južnih naroda, narodnosti i etničkih grupa u Zoni Volata. Sodo je udaljen oko 438 km jugozapadno od glavnog grada Adis Abebe i oko 160 km zapadno od regionalnog središta Avase. Sodo leži na nadmorskoj visini od 1600 metara, važna je cestovna raskrsnica, preko njega ide cesta za jezeroAbaju i grad Arba Minč na jug, kao i za Mizan Teferi i zapadnu pokrajinu Gambelu. Sodo je upravno središte worede Zurije.
Sodo ima Zračnu luku (ICAO kod HASD, IATA kod SXU), dvije banke, 
bolnicu. Talijanska tvrtka Salini Costruttori S.p.A izgradila je od 1994. – 1999. 160 km dugu makadamsku cestu između Soda i Čide (preko Vake) u pravcu grada Jimme. U sklopu tog projekta Izgrađeno je 6 mostova, od toga jedan čelični preko rijeke Omo dužine 90 m.
Po planovima etiopske vlade ta cesta bi se trebala nastaviti prema gradu Mizan Teferi  
na jugozapadu Etiopije i tako smanjiti udaljenost od Avase do Mizan Teferija sa 
sadašnjih 622 na 400 km. 
Tri km od središta grada u pravcu sjevera uzdiže se Planina Damot visoka 2800 m.

## Povijest
Ranih 1930-ih, Sodo je opisivan kao jedino mjesto u okrugu Velamo koje zaslužuje da 
se zove grad. Tad je imao tjedni subotnji sajam, telefon i poštanski ured. Za vrijeme 
talijanske okupacije (1937. – 1941.) u Sodu su bile stacionirane 
dvije talijanske divizije; 25. divizija (general Liberati) i 101 divizija (general Bacarri). Nakon što su opkolili grad 22. svibnja 1941., britanskim jedinicama predalo se čak 4000 talijanskih vojnika i časnika.
Sodo je došao na naslovnice svjetskih novina 1984. godine, kad je u njemu utemeljen 
izbjeglički logor za žrtve strašne gladi koja je tih godina harala Etiopijom.
Sodo je ponovno došao na naslovnice svjetskih novina 6. studenog 1999. kad su 
zbog zatvaranja dvaju učitelja, koji su se pobunili zbog izmjene školskih programa, izbili 
veliki neredi u kojima je poginulo 10 ljudi, stotinjak njih ranjeno te pritvoreno oko 1000 
sudionika nemira.

## Stanovništvo
Prema podacima Središnje statističke agencije Etiopije (CSA) za 2017. godinu, grad Sodo je imao 254 295 stanovnika, od čega 125 855 muškaraca i 128 440 žena.

## Vanjske poveznice
- Fotografije Soda i Planine Damot na portalu TripAdvisor

 Vodič: Wolaita Sodo na Wikivoyageu